# Divlji puran
Divlji puran (lat. Meleagris gallopavo) je vrsta purana autohtona u Sjevernoj Americi i najteži član porodice kokoški. Ista je vrsta kao i domaći puran, domesticirana varijanta južnomeksičke podvrste divljeg purana. Stanište divljeg purana šumoviti su predjeli s velikim proplancima.

## Izgled
Puran je dug 100-125 centimetara, a dužina ženke je oko 76-95 centimetara. Tjelesna masa purana iznosi 5-11 kilograma, a pure 3-6 kilograma. Najveća dosad izmjerena masa mužjaka purana je 17.2 kilograma. Divlji puran velika je i snažno građena ptica s visokim nogama. Ima duge prste, zaobljena krila duga 1.25-1.44 metra i kratak rep.
Kljun mu je kratak i zakrivljen, a glava i dio vrata pokriveni su bradavičastom kožom. Na gornjem dijelu kljuna, posebice kod purana, nalazi se crvena mesnata izraslina. Po glavi je obrasla finim dlakama. Mužjaci na grudima imaju čuperak perja, tzv. kićicu, koja je uvijek crne boje, čak i kod domaćih bijelih pasmina.
Divlji puran ima dug, taman i lepezast rep, a krila su mu sjajne brončane boje. Spolni dimorfizam je dosta izražen. Mužjak je znatno veći od ženke, te je bogatije obojen od nje. U perju mu ima raznih boja: crvena, ljubičasta, zelena, brončana, bakrena i druge, a ženkino perje je blijeđe, uglavnom u nijansama smeđe i sive. Paraziti mogu utjecati na boju perja kod oba spola, kod mužjaka obojenost može poslužiti kao dokaz zdravlja. Ovaj puran ima ukupno 5000-6000 pera.

## Ishrana
Divlji puran je svežder, hranu traži na tlu ili penjući se na grmlje ili mala drveća. Idealno vrijeme za hranu mu je rano ujutro ili kasno poslijepodne. Voli jesti žirove i orahe, ali i plodove drugih stabala, uključujući lješnjak, kesten, hikori, bristleconski bor, kao i mnoge sjemenke, bobičaste plodove (kleka i medvjetka) te razne kukce i daždevnjake, koji zauzimaju 10% njegove ishrane. Ponekad jede i vodozemce i gmazove, kao što su mali gušteri i zmije. Purići jedu kukce, bobice i sjemenke. Divlji puran često se hrani na kravljim pašnjacima. Nekad čak u potrazi za sjemenkama pojede koju iz hranilica za ptice. Također, jede i razne trave. 

## Razmnožavanje
Sezona parenja započinje u rano proljeće, u ožujku i travnju, a traje sve do lipnja. Tada se pure skupljaju u manje skupine. Puran je poligamna ptica, što znači da se pari s većim brojem ženki. Ženke privlači širenjem repa i povlačenjem krila. To se naziva šepurenje, i tada se crvena izraslina u gornjem dijelu kljuna može povećati i dva do tri puta.
Glava i vrat su mu obojeni crveno, bijelo i plavo. Boja se mijenja s puranovim raspoloženjem, a kad je najviše uzbuđen, glava i vrat mu postanu bijeli. Kod osvajanja naklonosti ženki na određenom teritoriju, česte su borbe među mužjacima. Zov divljeg purana u vrijeme parenja može se čuti i do 1,5 km daleko. Nakon sezone parenja puran više ne brine ni za ženke ni za puriće.
Ženka savije skromno gnijezdo na tlu, za koje je karakteristično da nema nikakvog mirisa koji bi mogao privući različite grabljivice. Ženka snese od 10-14 pjegavih jaja, obično jedno po danu. Jaja su prosječne mase od 65 do 75 grama. Pura inkubira jaja od 28 do 29 dana. Purići su potrkušci, napuštaju gnijezdo za 12-24 sata. Purići su, kao i domaći, vrlo su nježni i osjetljivi, posebice na vlagu, sve do razdoblja bobanja, tj. pojave bradavičastih izraslina na glavi i vratu. Brzo se debljaju, osobito mužjaci, pa postaju tromi i lak plijen grabežljivcima. Prosječan životni vijek purana ograničen je na 1.3 do 1.6 godina, a najpoznatiji zabilježen u divljini je 13 godina

## Prirodni neprijatelji
Veliki neprijatelji jaja i gnijezda su: rakun, američka naboruša, prugasti američki smrdljivac, siva lisica, ptice grabljivice, svizac, drugi glodavci, američki pjegavi smrdljivac i goveđa zmija. Najveća opasnost i za mlade i za odrasle divlje purane su: kojot, crveni ris, puma, suri orao i (s iznimkom za mužjake) Bubo virginianus, pas, te crvena lisica. Čovjek je trenutno najveći prirodni neprijatelj divljeg purana. Bježeći od neprijatelja, divlji puran postiže brzinu 10 m/s, koja je održiva na samo 100 metara.